# Битва при Сьерра-Чика
Битва при Сьерра-Чика (исп. Batalla de Sierra Chica), произошедшая (31 мая 1855 года), была военным противостоянием между войсками государства Буэнос-Айрес под командованием полковника Бартоломе Митре, который был министром губернатора Пастора Облигадо, против союза племён пампасов под командованием Хуана Кальфукуры, Хуана Катриэля «Младшего» и Качуля, закончившимся победой последних. И это сражение, и битва при Сан-Хасинто остановили продвижение войск Буэнос-Айреса на запад и юг от Фортин-дель-Асуль примерно на десятилетие.

## Предыстория
Чтобы завоевать расположение президента Аргентины Хусто Хосе де Уркисы, арауканский лидер Кальфукура в 1854 году отправил в Парану (столицу Аргентинской Конфедерации) своего старшего сына Мануэля Намункуру, который принял католичество. Стремясь заключить союз с Уркисой, 13 февраля 1855 года Кальфукура во главе 5-тысячного отряда выступил на Фортин-дель-Асуль. Он убил 300 человек, взял 150 пленных и 50 000 голов скота. После этого он организовал Великую конфедерацию Салинас-Грандес. Его преследовал Бартоломе Митре с отрядом в 1100 человек, разделенным на две колонны: 27 мая из Асула (700 человек) и 25 мая из де Мейо (400 человек), пообещав «уничтожить варваров».

## Битва
Достигнув Сьерра-Чики, недалеко от современного города Олаваррия, Бартоломе Митре столкнулся с союзными войсками вождей Катриэля, Качуля и Кальфукуры. Индейцы победили аргентинцев с помощью своей мощной кавалерии. В результате постоянных атак и перегруппировок им удалось окружить около 60 аргентинских солдат, заставив вражескую кавалерию предпринять несколько атак, пока сильно истощенная кавалерия не стала уязвимой для атак местных жителей. Бартоломе Митре пришлось бежать в горы, чтобы избежать смерти, в то время как его пехота была уничтожена, артиллерия захвачена, а кавалерия бежала в беспорядке. В горах полковник укрепился с остатками своих сил. Только своевременное прибытие полиции из Фуэрте Индепенденсия спасло ему жизнь.

## Последствия
Бартоломе Митре удалось скрыть свое поражение, и его встретили торжествами и банкетом, организованным Доминго Сармьенто. После своей провальной кампании Бартоломе Митре произнес фразу:  «Пустыня непобедима» .
После победы Кальфукура получил прозвище  Наполеон пустыни . 12 сентября того же года он разгромил и убил командующего Никанора Отаменди вместе со 125 его солдатами на ранчо Сан-Антонио-де-Ираола, а затем разграбил недавно основанный город под названием «Тапалькен-Нуэво» на территории нынешнего города Олаваррия, недалеко от нынешнего «Бальнеарио Муниципальный Катриэль». Митре организовал Южную оперативную армию численностью 3000 солдат и 12 артиллерийских орудий под командованием генерала Мануэля Орноса. 29 октября Кальфукура с помощью Качула разгромил Орноса в битве при Сан-Хасинто, между горами Сан-Хасинто и ручьем Тапалькен (недалеко от того, что сейчас называется Эстансия Фортабат, недалеко от Лома-Негра), при этом со стороны правительства погибло 18 офицеров и 250 солдат. После этой победы войска Кальфукуры атаковали города Кабо-Корриентес (Мар-дель-Плата), Асуль, Тандиль, Крус-де-Герра, Хунин, Мелинкуэ, Олаваррия, Альвеар, Брагадо и Баия-Бланка.